# (S)-CPW399
(S)-α-аміно-2,3,4,5,6,7-гексагідро-2,4-діоксо-1Н-циклопентапіримідин-1-пропанова кислота ((S)-α-Amino-2,3,4,5,6,7-hexahydro-2,4-dioxo-1H-cyclopentapyrimidine-1-propanoic acid, (S)-CPW399) — частковий агоніст АМРА-рецептора; характеризується низькою дисенситизацією рецептора та найбільш високими значеннями ЕС50 при зв'язуванні з субодиницями GluR1 та GluR2 (24,9 та 13,9 μM відповідно). При застосуванні in vitro виявляє екситотоксичність.